# Тлевиаза
Тлевиаза (на английски: Thlewiaza River) е река в централната част на Канада, северозападната част на провинция Манитоба и югозападната част на територия Нунавут, вливаща се в западната част Хъдсъновия залив, Северния ледовит океан. Дължината ѝ от над 500 км ѝ отрежда 65-о място сред реките на Канада.
Река Тлевиаза изтича от малко безименно езеро, разположено на 379 м н.в., в най-северозападната част на провинция Манитоба. Тече на североизток през редица проточни езера (Форт Хол, Касмир и др.) и се влива в югозападния ъгъл на голямото езеро Нюелтин (278 м н.в.). Протича през езерото и, вече в територия Нунавут изтича от североизточния му ъгъл и се насочва на югоизток, а след това на изток. Отново преминава през поредица от проточни езера и заедно с течащата на север от нея река Та Ан образува делта и се влива в западната част Хъдсъновия залив.
Долното течение на реката е открито от търговския агент на „Компанията Хъдсън Бей“ Самюъл Хиърн през 1770 г., а горното — година по-късно по време на пътешествието му на северозапад към река Копърмайн.